# مجموعة يونيفرسال الموسيقية
مجموعة يونيفرسال الموسيقية (بالإنجليزية: Universal Music Group)‏ أو UMG هي أكبر شركة منتجة للأعمال الموسيقية حيث يبلغ نصيبها في التجارة العالمية الموسيقية نحو 5.25%. كما تعتبر من بين الشركات الأربع الأكثر شهرة في مجال الإنتاج الموسيقي، إلى جانب كل من سوني BGM، إيمي، وارنر (Warner). وهي الآن فرع من شركة فيفندي. أما إستوديوهات يونيفيرسال المسؤولة عن إنتاج الأعمال السينمائية فقد بيعت لشركة هيئة الإذاعة الوطنية والتي تملكها جنرال إلكتريك.

## التاريخ
بدأت الشركة في عام 1934 تحت اسم "Decca Records USA"، وتغير اسمها عدة مرات لاحقاً. استقرت الشركة على اسمها الحالي "Universal Music Group" في عام 1996. يقع المقر الرئيسي للشركة في سانتا مونيكا بولاية كاليفورنيا الأمريكية وأيضاً في مدينة نيويورك وناشفيل، بينما تقع الشركة الأم «فيفندي» في مدينة باريس الفرنسية. يوجد للشركة مكاتب أخرى في المملكة المتحدة وبالتحديد في لندن ورومفورد.
تنتج الشركة الأعمال الموسيقية لبعض من أشهر المغنين والفرق الموسيقية في العالم ومن بينهم: ذا كيلرز، ميري جاي بلايج، ماريا كاري، جانيت جاكسون، فول آوت بوي، إنريكيه إجلسياس، خوانيس، بون جوفي، كوينز أوف ذا ستون أيج، إلتون جون، إيمينيم، توباك، جنز إن روزز، دكتور دري، 50 سنت، دادي يانكي، دون أومار، ماريلين مانسون، أيكون، ناز، ديانا روس، رامشتاين، يو تو، بلاك آيد بيز، نيللي فرتادو، وآبا، وو تانج كلان، جوين ستيفاني، سولجا بوي، مارون 5، كين، توكيو هوتيل، ريانا، ذي أول أمريكان رجكتس، كانييه ويست، أشانتي، ميمز، آمي واينهاوس، فيرغي، أناستيجيا.
وفي إبريل 2022 استحوذت شركة "يونيفرسال ميوزيك" على كامل أعمال أسطورة الموسيقى الأميركية إليفس بريسلي، وفق اتفاق تم الإعلان عنه من جانب شركة الإنتاج الموسيقي ومؤسسة مسؤولة عن إدارة الملكية الفكرية.

## وصلات خارجية
- الموقع الرسمي
- مجموعة يونيفرسال الموسيقية على موقع قاعدة بيانات برودواي على الإنترنت (الإنجليزية)
- مجموعة يونيفرسال الموسيقية على موقع قاعدة بيانات برودواي على الإنترنت (الإنجليزية)